# Cupa României 1937/38
Der Cupa României im Jahr 1938 war das fünfte Turnier um den rumänischen Fußballpokal. Sieger wurde wie im Vorjahr Rapid Bukarest, das sich im Finale gegen CAM Timișoara durchsetzen konnte.

## Modus
Die Klubs der Divizia A stiegen erst in der Runde der letzten 32 Mannschaften ein. Es wurde zunächst jeweils nur eine Partie ausgetragen. Stand diese nach 90 Minuten unentschieden, folgte eine Verlängerung von 30 Minuten. Erst wenn diese ebenfalls unentschieden endete, wurde ein Rückspiel ausgetragen, um eine Entscheidung herbeizuführen. Endete auch das Rückspiel nach Verlängerung unentschieden, wurde so lange das Heimrecht getauscht, bis ein Sieger feststand.

## Sechzehntelfinale
| Datum             |                          | Ergebnis             |                        |
| ----------------- | ------------------------ | -------------------- | ---------------------- |
| 14. November 1937 | AMEF Arad                | 0:2 (0:1)            | Rapid Bukarest         |
|                   | Phoenix Baia Mare        | 4:0 (2:0)            | Dragoș Vodă Cernăuți   |
|                   | Ceramica Bistrița        | 2:4 (1:2)            | Jiul Petroșani         |
|                   | Mica Brad                | 2:1 (1:1)            | ACFR Brașov            |
|                   | Franco Româna Brăila     | 3:1 (1:1)            | Gloria Arad            |
|                   | Unirea Tricolor Bukarest | 3:0 (2:0)            | Crișana Oradea         |
|                   | Juventus Bukarest        | 5:1 (2:0)            | Ripensia Timișoara     |
|                   | Telefon Club Bukarest    | 2:1 (0:1)            | UDR Reșița             |
|                   | Mociornița Bukarest      | 1:2 (1:1)            | CAO Oradea             |
|                   | Victoria Carei           | 4:2 (2:1)            | Vulturii Textila Lugoj |
|                   | Universitatea Cluj       | 3:4 n. V. (3:3, 1:1) | Sportul Studențesc     |
|                   | Victoria Constanța       | 4:1 (2:1)            | Olimpia CFR Satu Mare  |
|                   | Tricolor CFPV Ploiești   | 1:4 (0:3)            | Venus Bukarest         |
|                   | Aquila CFR Sighișoara    | 2:6 (1:3)            | Victoria Cluj          |
|                   | Chinezul Timișoara       | 2:0 (0:0)            | Adesgo Bukarest        |
|                   | CAM Timișoara            | 6:1 (3:1)            | DUIG Brăila            |

## Achtelfinale
| Datum         |                          | Ergebnis             |                       |
| ------------- | ------------------------ | -------------------- | --------------------- |
| 25. März 1938 | Unirea Tricolor Bukarest | 7:0 (2:0)            | Victoria Carei        |
| 26. März 1938 | Rapid Bukarest           | 3:0 (1:0)            | Telefon Club Bukarest |
| 27. März 1938 | Venus Bukarest           | 3:1 n. V. (1:1, 1:1) | Juventus Bukarest     |
|               | Sportul Studențesc       | 4:0 (2:0)            | Victoria Constanța    |
|               | Phoenix Baia Mare        | 1:1 n. V. (1:1, 1:0) | CAM Timișoara         |
|               | CAO Oradea               | 1:2 (0:1)            | Victoria Cluj         |
|               | Jiul Petroșani           | 6:0 (3:0)            | Mica Brad             |
|               | Chinezul Timișoara       | 3:1 (2:0)            | Franco Româna Brăila  |
| 30. März 1938 | CAM Timișoara            | 2:1 (1:0)            | Phoenix Baia Mare     |

## Viertelfinale
| Datum       |                    | Ergebnis  |                          |
| ----------- | ------------------ | --------- | ------------------------ |
| 1. Mai 1938 | Venus Bukarest     | 5:1 (2:0) | Unirea Tricolor Bukarest |
|             | Victoria Cluj      | 4:0 (3:0) | Jiul Petroșani           |
|             | Chinezul Timișoara | 3:5 (0:2) | Rapid Bukarest           |
|             | CAM Timișoara      | 1:0 (0:0) | Sportul Studențesc       |

## Halbfinale
| Datum        |                | Ergebnis     |                |
| ------------ | -------------- | ------------ | -------------- |
| 15. Mai 1938 | CAM Timișoara  | 2:0 (0:0)    | Victoria Cluj  |
| 21. Mai 1938 | Rapid Bukarest | 14:2 (2:0) 1 | Venus Bukarest |

## Finale
| Paarung        | Rapid Bukarest – CAM Timișoara |
| Ergebnis       | 3:2 (2:1) |
| Datum          | 19. Juni 1938 |
| Stadion        | Stadionul Giulești, Bukarest |
| Zuschauer      | 7.000 |
| Schiedsrichter | Denis Xifando (Bukarest) |
| Tore           | 0:1 Ioan Gerber (8.) 1:1 Stefan Auer (9.) 2:1 Alexandru Cuedan (39.) 2:2 Nicolae Reuter (70.) 3:2 Ladislau Raffinsky (80.)                                                                                                  |
| Rapid Bukarest | Ioan Negru, Ștefan Wetzer, Nicolae Roșculeț, Vintilă Cossini, Gheorghe Rășinaru, Ladislau Raffinsky, Ion Bogdan, Ioachim Moldoveanu, Stefan Auer, Iosif Lengheriu, Alexandru Cuedan Cheftrainer: Eduard Bauer ( Österreich) |
| CAM Timișoara  | Nicolae Eichler, Ioan Gerber, Carol Galgocz, Coloman Farago, Emanuel Kohn, Iosif Janossy, Petru Bucher, Robert Toth-Bedö, Nicolae Reuter, Mihai Zsizsik, Nicolae Perszem                                                    |